# RAE1
RAE1‏ (Ribonucleic acid export 1) هوَ بروتين يُشَفر بواسطة جين RAE1 في الإنسان.